# 보이스 4
《보이스 4》는 2021년 6월 18일부터 2021년 7월 31일까지 방송되었던 tvN 금토 드라마였다.

## 프로그램 소개
범죄 현장의 골든타임을 사수하는 112 신고센터 대원들의 치열한 기록을 그린 소리 추격 스릴러. 초청력으로 잔혹한 범죄를 저지르는 살인마의 등장! 자신과 같은 능력을 가진 범죄자로 인해 궁지에 몰린 보이스 프로파일러와 타협을 불허하는 원칙주의 형사의 새로운 골든타임 공조를 그린 드라마

## 제작진

### 제작사
- 스튜디오드래곤
- 보이스 프로덕션

### 극본
- 마진원
- 김정현

### 연출
- 신용휘
- 윤라영

## 등장 인물

### 주요 인물
- 송승헌 : 데릭 조 (조승호) 역 (아역 : 정현준) - LAPD 갱전담팀장 겸 골든타임팀 출동팀 협력 형사 직위 경감
- 이하나 : 강권주 역 (아역 : 최명빈) - 보이스 프로파일러, 골든타임팀 112신고센터장 직위 경감
- 이규형 : 동방민 역 (아역 : 오한결) - 다중인격남성 연쇄살인마 서커스맨

### 골든타임팀
콜팀
- 손은서 : 박은수 역 - 골든타임팀 콜팀 지령팀장, 5개국어가 가능한 브레인 경장-> 경사 콜팀팀장
- 강승윤 : 한우주 역 - 골든타임팀 콜팀 요원, 사이버 수사대에 특채로 들어온 4차원 사이버 요원

시보순경
출동팀
- 김중기 : 박중기 역 - 골든타임팀 출동팀장 경위->경감 역할 팀장급
- 송부건 : 구광수 역 - 골든타임팀 출동팀 형사 경사-> 경위 역할 주임 계급
- 백성현 : 심대식 역 - 골든타임팀 출동팀 형사 경사-> 경장 강등 역할 부장 계급

### 데릭 조 주변인물
- 한종훈 : 채드 역
- 모리스 터너 주니어 : 닉 역

### 서커스맨의 다중 인격
- 김유남 : 엄석구 역 - 동방민 유괴범
- 지건우 : 심영섭 역 - 동방민의 가정교사

### 그 외 인물
- 한갑수 : 유재천 역 - 풍산지방경찰청장
- 이이담 : 조승아 (리사 조) 역 (아역 : 박소을) - 데릭 조의 여동생
- 권재환 : 천상필 역 - 골든타임팀 콜팀 팀장
- 이얼 : 양복만 역 - 비모지방경찰청 형사과장 (유작)
- 길해연 : 감종숙 역 - 비모지방경찰청장
- 양주호 : 고원기 역 - 골든타임팀 대원
- 홍상표 : 부귀남 역 - 비모지방경찰청 형사
- 이운산 : 비모지방경찰청 형사 역
- 채원빈 : 공수지 역 - 공찬석의 딸
- 손경원 : 공찬석 역 - 부장검사
- 장항선 : 동방헌엽 역 - 소낭촌돌가족마을 촌장, 동방민의 친아버지
- 김학선 : 염병철 역 - 동방헌엽의 심복
- 윤진성 : 연이 (곡연희) 역 - 소낭촌돌가족마을 여자무당
- 전수아 : 양미연 역 - 양복만의 딸
- 김시은 : 권샛별 역 - 수안고 여학생
- 존 D. 마이클스 : LA경찰국장 역
- 엄지성 : 주범태 역
- 문창길 : 주범태의 할아버지 역
- 원미원 : 주범태의 할머니 역
- 박상후
- 김민석
- 심우성
- 장태양
- 김덕주
- 서호철
- 김철윤
- 강우정
- 김은석
- 김형진
- 홍주원
- 나영우
- 강신열
- 김서현
- 차유현
- 백승철
- 오민정
- 문정대
- 장현
- 김은영 : 한솔 역
- 이인수
- 진서
- 진우진
- 우미화 : 장예숙 역 - 박규민의 어머니
- 신연우 : 이하은 역
- 김중희 : 구업진 역 - 동물망상증 들개 남자
- 한철우 : 고덕환 역 - 구업진의 양부
- 최재섭 : 박종범 역 - 유튜버 감탱
- 박수진 : 박이슬 역 - 피해자
- 박원석
- 엄윤정
- 정순미
- 김미라
- 차유현
- 명재환
- 장한얼
- 송민혁
- 유승민
- 장용현
- 강윤
- 김권후
- 전하영 : 골든타임팀 대원 역
- 박은혜 : 골든타임팀 대원 역
- 정헌재 : 골든타임팀 대원 역
- 옥수분 : 골든타임팀 대원 역
- 허현도 : 골든타임팀 대원 역
- 유경환 : 골든타임팀 대원 역
- 육소영: 데릭조(조승호)와 리사 조(조승아)의 엄마 역
- 한담희 : 채소윤 역 - 심대식의 동료 다이버 강사
- 성병숙 : 고순례 역 - 해녀
- 최하윤 : 고가은 역 - 고순례의 손녀
- 최지연 : 감순 역 - 해녀
- 김병순 : 고수동 역 - 고순례의 친척
- 권혁 : 송수길 역 - 다이버 업체 사장
- 김강일 : 마약범죄조직 두목 역
- 엔리코 데니스 : 마약범죄조직 러시아인 역
- 강득종 : 마약범죄조직 일원 역
- 박재원
- 박주용
- 진우진
- 유성곤
- 조유정
- 김대흥 : 해양경찰 역
- 정혜경
- 운영일 : 경찰 역
- 정재우
- 임철수 : 장수철 역 - 양복만의 사위
- 안도규 : 황미나 역 - 보라 아일랜드 여장남자
- 조재룡 : 강만호 역 - 강석춘의 아들
- 전무송 : 불상구 (강석춘) 역 - 치매노인
- 조현우 : 최공필 역 - 사기전과자
- 정선철 : 김억만 역 - 강만호의 동업자
- 권동호 : 최공필의 부하 역
- 박광재 : 최공필의 부하 역
- 권용덕
- 백범석
- 이태근
- 이동영
- 김휘열 : 구형태 역
- 이은미
- 김진모
- 이현서
- 민경옥
- 하영진
- 박희연
- 장연익
- 제이슨 메리오독 퍼거슨 : 데릭 조의 양아버지 역
- 이정열 : 곽만택 역 - 소낭촌돌가족마을 신도
- 진용욱 : 소낭촌돌가족마을 신도 역
- 김영훈 : 장효준 역 - 권샛별의 담임선생님
- 정대로 : 범태수 역 - 유튜버 피그니스
- 신수현 : 민혜린 역 - 민치과 원장
- 유선호 : 권철환 역 - 권샛별의 양아버지
- 연보라 : 이영은 역 - 권샛별의 양어머니
- 주준영
- 최유찬
- 박종민
- 박계윤
- 현석준 : 김해철 역
- 김상균
- 정영섭
- 여지민 : 서하 역 - 양미연의 딸
- 손인용 : 소낭촌돌가족마을 신도 역
- 한기장
- 조유신
- 한리채
- 유용
- 최혜성 : 소낭촌돌가족마을 신도 역
- 곽기훈 : 소낭촌돌가족마을 신도 역
- 설준수 : 연이의 아들 역 - 소낭촌돌가족마을 신도
- 이현순 : 박덕자 역 - 심영섭의 모친
- 윤의석
- 최소연
- 안민영 : 쉼터 여직원 역
- 이영지 : 의무실 경찰 역
- 김유찬
- 홍의준 : 한시영 역 - 심리분석가
- 양소민 : 옥채영 역 - 동방민의 변호사
- 박경근 : 비모정신병원 원장 역
- 김희원
- 고기영
- 김용석
- 김일우
- 배창호
- 이영숙
- 유순웅
- 백규나
- 이인수

### 특별출연
- 김법래 : 박현 역 - 서울지방경찰청 광역수사대 1팀장
- 이주실 : 형사들 단골 음식점 할매집 주인 할머니 역
- 권율 : 방제수 역

## 시청률
최저 시청률과 최고 시청률은 시청률 조사회사와 지역별로 시청률에 차이가 있을 수 있습니다.
| 2021년 | 2021년   | 2021년                 | 2021년         | 2021년       | 2021년 |
| 회차   | 방송일자 | 부제                   | AGB 시청률     | AGB 시청률   |        |
| 회차   | 방송일자 | 부제                   | 대한민국(전국) | 서울(수도권) |        |
| ------ | -------- | ---------------------- | -------------- | ------------ | ------ |
| 제1회  | 6월 18일 | 네 번째 골든타임       | 3.155%         | 3.355%       |        |
| 제2회  | 6월 19일 | 저승개가 사는 길       | 3.205%         | 3.602%       |        |
| 제3회  | 6월 25일 | 저승개가 사는 길       | 3.391%         | 3.728%       |        |
| 제4회  | 6월 26일 | 해녀할망의 숨비소리    | 3.885%         | 4.245%       |        |
| 제5회  | 7월 2일  | 해녀할망의 숨비소리    | 3.815%         | 4.320%       |        |
| 제6회  | 7월 3일  | 유채꽃 밭 그 사나이    | 3.964%         | 4.142%       |        |
| 제7회  | 7월 9일  | 유채꽃 밭 그 사나이    | 3.658%         | 4.237%       |        |
| 제8회  | 7월 10일 | 서커스맨의 초대        | 3.685%         | 3.619%       |        |
| 제9회  | 7월 16일 | 사랑꾼이란 이름의 집착 | 3.227%         | 3.393%       |        |
| 제10회 | 7월 17일 | 서커스맨의 탄생        | 4.001%         | 4.164%       |        |
| 제11회 | 7월 23일 | 서커스맨의 탄생        | 3.762%         | 3.876%       |        |
| 제12회 | 7월 24일 | 소낭촌의 비밀          | 3.294%         | 3.345%       |        |
| 제13회 | 7월 30일 | 심판의 시간            | 3.418%         | 3.509%       |        |
| 제14회 | 7월 31일 | 심판의 시간            | 4.372%         | 4.513%       |        |